# Mi primer pecado
Mi primer pecado es una película española de 1977, dirigida por Manuel Summers, escrita por Luis Murillo y el propio Summers, y producida por Antonio Cuevas.
Presenta otra de las películas del director enfocadas hacia la pubertad y el desarrollo de la adolescencia. Debido a la censura existente por la dictadura franquista hasta 1977, la película no pudo estrenarse antes. Sin embargo, el director se las arregló para que se estrenase una vez no suponía un problema dada dicha censura, siendo llevada a cines finalmente en abril de 1977.
Fue la obra que permitió a Curro Martín Summers, sobrino del director, debutar como protagonista en la gran pantalla, tras numerosos papeles secundarios en las anteriores películas de su tío.

## Sinopsis
Narra la historia de Curro, un muchacho de 16 años con cierta preocupación y desespero por perder la virginidad, que junto a sus amigos, esconde un micrófono en el confesionario para escuchar los pecados de las chicas jóvenes. Así conoce a Cristina, una joven prostituta 10 años mayor que él, de quién se enamora locamente, y a quién ve muy difícil acercarse. Debido a esto, decide contratar sus servicios, y con la esperanza de lograr que se enamore de él, pese a que ella únicamente logra sentir amor maternal por él.

## Reparto
- Curro Martín Summers como Curro.
- Beatriz Galbó como Cristina.
- Emilio Fornet como sacerdote.
- Mary Paz Pondal
- Jesús María Amilibia
- José Rodríguez
- Manuel Rodríguez

## Recepción
La película tuvo serios problemas a la hora de publicarse, debido a la censura franquista vigente en el momento de finalizar la producción. Tuvo que posponerse hasta 1977 antes de poder ser estrenada, siendo una de las obras que formarían parte de la época del «destape» cinematográfico español. Pese a eso, y dado que se trata de un tema muy utilizado por el director sevillano, la película no causó gran sensación y revuelo, quedando en segundo plano.Por otra parte Carlos Aguilar la tacha de chabacana y de «clásico bodrio de Summer».
Alcanzó una cifra de 984.807 espectadores.